# Józef Radwan (dyrygent)
Józef Radwan (ur. 26 września 1937 w Bieńkówce, zm. 16 kwietnia 2009 w Krakowie) – polski dyrygent, chórmistrz, organista, profesor sztuki.

## Życiorys
Urodził się w Bieńkówce w województwie krakowskim. Do szkoły podstawowej uczęszczał w Makowie Podhalańskim. W 1955 r. rozpoczął naukę w Państwowej Średniej Szkole Muzycznej w Krakowie. W 1966 r. ukończył studia w Państwowej Wyższej Szkole Muzycznej w Krakowie w klasie organów prof. Józefa Chwedczuka, a także w Państwowej Wyższej Szkole Muzycznej w Poznaniu w klasie dyrygentury prof. Zbigniewa Chwedczuka. 
W latach 1963–1972 był związany etatowo z Filharmonią Pomorską w Bydgoszczy. Przez pierwsze cztery lata był asystentem Stanisława Gałońskiego w „Capelli Bydgostiensis”. Prowadził chór chłopięcy i grał na organach. W latach 1967–1969 był asystentem przy Zbigniewie Chwedczuku, a następnie pełnił funkcję samodzielnego dyrygenta bydgoskiej Orkiestry Symfonicznej. Był też konsultantem muzycznym w Dziale Upowszechniania FP i przez pewien czas zastępcą kierownika artystycznego. W 1970 r. w I Ogólnopolskim Konkursie Młodych Dyrygentów w Katowicach zdobył II nagrodę.
W 1971 r. został skierowany na stypendium w Moskwie i Leningradzie, gdzie był asystentem Kiriłła Kondraszyna (Filharmonia Moskiewska) i Ilji Mussina (Konserwatorum w Leningradzie). W 1972 r. powrócił do Krakowa, gdzie objął funkcję II dyrygenta orkiestry symfonicznej Państwowej Filharmonii im. K. Szymanowskiego. Oprócz pracy artystycznej, prowadził klasę dyrygentury w Akademii Muzycznej w Krakowie. Tytuł profesora otrzymał w 1998 roku.
Ojciec aktorki Anny Radwan, brat kompozytora Stanisława Radwana.
Pochowany został na cmentarzu Salwatorskim w Krakowie (Sektor AA, Rząd 3, Nr grobu 2).

## Odznaczenia
- Złoty Krzyż Zasługi;
- Srebrny Medal „Zasłużony Kulturze Gloria Artis” (2009)[3].